# The Minor Planet Bulletin
The Minor Planet Bulletin (en abrégé MPB) est une revue scientifique trimestrielle à comité de lecture et en libre accès. Il se concentre sur les informations théoriques, observationnelles et historiques concernant l’étude des planètes mineures. La revue s'adresse principalement à la recherche amateur, mais elle inclut également la recherche professionnelle. Il est publié par la section Planètes mineures de l'Association des observateurs lunaires et planétaires depuis 1973 et son rédacteur en chef est Richard P. Binzel (Massachusetts Institute of Technology).

## Opérations
Toutes les tâches éditoriales, de production et de distribution sont effectuées sur une base bénévole, souvent par des astronomes amateurs.

## Lectures complémentaires
- Pilcher et Binzel, « Happy 20th Anniversary, Minor Planets Section! », The Minor Planet Bulletin, vol. 20, no 1,‎ 1993, p. 1 (Bibcode 1993MPBu...20Q...1P)
- Binzel, « Editorial: The Minor Planet Bulletin at 40 », The Minor Planet Bulletin, vol. 40, no 1,‎ 2013, p. 1 (Bibcode 2013MPBu...40....1B)
- Hodgson, « The Early Years of the Minor Planet Bulletin », The Minor Planet Bulletin, vol. 40, no 1,‎ 2013, p. 1–4 (Bibcode 2013MPBu...40....1H)